# Liste der Highways in Manitoba
Diese Liste stellt eine Übersicht über die Highways in der kanadischen Provinz Manitoba dar.
| Zeichen              | Nummer | Name                                                  | Beginn                                       | Ende                                               | Länge in km |
| -------------------- | ------ | ----------------------------------------------------- | -------------------------------------------- | -------------------------------------------------- | ----------- |
| Manitoba Highway 1   | 1      | Trans-Canada Highway                                  | Kirkella, Grenze zu Saskatchewan, weiter auf | West Hawk Lake, Grenze zu Saskatchewan, weiter auf | 490         |
| Manitoba Highway 1A  | 1A     | Trans-Canada Highway                                  | Portage la Prairie, weiter auf               | Portage la Prairie, weiter auf                     | 12          |
| Manitoba Highway 1A  | 1A     | Trans-Canada Highway                                  | Kemnay, weiter auf                           | Brandon, weiter auf                                | 20          |
| Manitoba Highway 2   | 2      | Red Coat Trail                                        | Sinclair, Grenze zu Saskatchewan, weiter auf | Winnipeg, weiter auf                               | 315         |
| Manitoba Highway 3   | 3      | Boundary Commission Trail                             | Pierson, Grenze zu Saskatchewan, weiter auf  | Fort Whyte                                         | 395         |
| Manitoba Highway 3A  | 3A     |                                                       | Clearwater, weiter auf                       | Crystal City, weiter auf                           | 11          |
| Manitoba Highway 4   | 4      |                                                       | Selkirk, weiter auf                          | Grand Beach, weiter auf                            | 9           |
| Manitoba Highway 5   | 5      | Northern Woods and Water Route Northern Cypress Trail | Cartwright, weiter auf                       | Roblin, Grenze zu Saskatchewan, weiter auf         | 401         |
| Manitoba Highway 5A  | 5A     |                                                       | Dauphin                                      | Dauphin                                            | 7           |
| Manitoba Highway 6   | 6      | Northern Woods and Water Route                        | Winnipeg, weiter auf                         | Thompson                                           | 732         |
| Manitoba Highway 7   | 7      |                                                       | Winnipeg, weiter auf                         | Arborg, weiter auf                                 | 108         |
| Manitoba Highway 8   | 8      |                                                       | Winnipeg, weiter auf                         | Hecla-Grindstone Provincial Park, weiter auf       | 159         |
| Manitoba Highway 9   | 9      |                                                       | Winnipeg, weiter auf                         | Gimli                                              | 85          |
| Manitoba Highway 9A  | 9A     |                                                       | Selkirk, weiter auf                          | Selkirk, weiter auf                                | 7           |
| Manitoba Highway 10  | 10     | Northern Woods and Water Route                        | Boissevain, weiter auf                       | Flin Flon, weiter auf                              | 847         |
| Manitoba Highway 10A | 10A    |                                                       | Flin Flon, weiter auf                        | Flin Flon, weiter auf                              | 3           |
| Manitoba Highway 10A | 10A    | Swan River, weiter auf                                | Swan River, weiter auf                       | 5                                                  |             |
| Manitoba Highway 10A | 10A    | Ethelbert, weiter auf                                 | Ethelbert, weiter auf                        | 3                                                  |             |
| Manitoba Highway 10A | 10A    | Dauphin                                               | Dauphin                                      | 7                                                  |             |
| Manitoba Highway 11  | 11     |                                                       | Hadashville, weiter auf                      | Victoria Beach, weiter auf                         | 140         |
| Manitoba Highway 12  | 12     | MOM's Way                                             | Middlebro, weiter auf                        | Grand Beach                                        | 256         |
| Manitoba Highway 13  | 13     |                                                       | Carman                                       | Oakville, weiter auf                               | 51          |
| Manitoba Highway 14  | 14     |                                                       | Winkler, weiter auf                          | Letellier, weiter auf                              | 50          |
| Manitoba Highway 15  | 15     |                                                       | Winnipeg, weiter auf                         | Elma, weiter auf                                   | 77          |
| Manitoba Highway 16  | 16     | Yellowhead Highway Trans-Canada Highway               | Harrowby, weiter auf                         | Portage La Prairie, weiter auf                     | 273         |
| Manitoba Highway 16A | 16A    |                                                       | Minnedosa, weiter auf                        | Minnedosa, weiter auf                              | 9           |
| Manitoba Highway 17  | 17     |                                                       | Winnipeg Beach, weiter auf                   | Hodgson                                            | 127         |
| Manitoba Highway 18  | 18     |                                                       | Lena, weiter auf                             | Wawanesa, weiter auf                               | 65          |
| Manitoba Highway 19  | 19     |                                                       | Wasagaming, weiter auf                       | Norgate, weiter auf                                | 34          |
| Manitoba Highway 20  | 20     |                                                       | Ochre River, weiter auf                      | Cowan, weiter auf                                  | 163         |
| Manitoba Highway 20A | 20A    |                                                       | Dauphin, weiter auf                          | Dauphin, weiter auf                                | 5           |
| Manitoba Highway 21  | 21     |                                                       | Goodlands, weiter auf                        | Oakburn, weiter auf                                | 186         |
| Manitoba Highway 22  | 22     |                                                       | Elgin, weiter auf                            | Souris, weiter auf                                 | 22          |
| Manitoba Highway 23  | 23     |                                                       | Hartney, weiter auf                          | La Rochelle, weiter auf                            | 276         |
| Manitoba Highway 24  | 24     |                                                       | Miniota, weiter auf                          | Tremaine, weiter auf                               | 82          |
| Manitoba Highway 25  | 25     |                                                       | Wheatland                                    | Forrest, weiter auf                                | 29          |
| Manitoba Highway 26  | 26     |                                                       | Portage La Prairie, weiter auf               | St. François Xavier, weiter auf                    | 64          |
| Manitoba Highway 27  | 27     | Parkdale Road                                         | St. Andrews, weiter auf                      | St. Andrews, weiter auf                            | 3           |
| Manitoba Highway 29  | 29     |                                                       | Emerson, weiter auf                          | Emerson, weiter auf                                | 1           |
| Manitoba Highway 30  | 30     |                                                       | Gretna, weiter auf                           | Rosenfeld, weiter auf                              | 25          |
| Manitoba Highway 31  | 31     |                                                       | Windygates, weiter auf                       | Darlingford, weiter auf                            | 22          |
| Manitoba Highway 32  | 32     |                                                       | Windygates, weiter auf                       | Winkler, weiter auf                                | 23          |
| Manitoba Highway 34  | 34     |                                                       | Crystal City, weiter auf                     | Gladstone, weiter auf                              | 142         |
| Manitoba Highway 39  | 39     |                                                       | Simonhouse, weiter auf                       | Ponton, weiter auf                                 | 164         |
| Manitoba Highway 41  | 41     |                                                       | Kirkella, weiter auf                         | Binscarth, weiter auf                              | 69          |
| Manitoba Highway 42  | 42     |                                                       | St. Lazare, weiter auf                       | Shoal Lake, weiter auf                             | 56          |
| Manitoba Highway 44  | 44     |                                                       | Lockport, weiter auf                         | Whiteshell, weiter auf                             | 152         |
| Manitoba Highway 45  | 45     | Russell Subdivision Trail                             | Russell, weiter auf                          | Erickson, weiter auf                               | 106         |
| Manitoba Highway 49  | 49     |                                                       | Benito, weiter auf                           | Benito, weiter auf                                 | 1           |
| Manitoba Highway 50  | 50     |                                                       | McCreary, weiter auf                         | Westbourne, weiter auf                             | 124         |
| Manitoba Highway 52  | 52     |                                                       | Tourond, weiter auf                          | La Broquerie                                       | 35          |
| Manitoba Highway 57  | 57     |                                                       | Kamsack, weiter auf                          | Kamsack, weiter auf                                | 2           |
| Manitoba Highway 59  | 59     |                                                       | Tolstoi, weiter auf                          | Victoria Beach                                     | 229         |
| Manitoba Highway 60  | 60     |                                                       | Overflowing River, weiter auf                | Grand Rapids, weiter auf                           | 152         |
| Manitoba Highway 67  | 67     |                                                       | Warren, weiter auf                           | Lower Fort Garry, weiter auf                       | 46          |
| Manitoba Highway 68  | 68     | Northern Woods and Water Route                        | Ste. Rose Du Lac, weiter auf                 | Riverton, weiter auf                               | 213         |
| Manitoba Highway 75  | 75     | Lord Selkirk Highway                                  | Emerson, weiter auf                          | Winnipeg, weiter auf                               | 103         |
| Manitoba Highway 77  | 77     |                                                       | Westgate, weiter auf                         | Baden, weiter auf                                  | 42          |
| Manitoba Highway 83  | 83     |                                                       | Melita, weiter auf                           | Swan River, weiter auf                             | 402         |
| Manitoba Highway 83A | 83A    |                                                       | Swan River, weiter auf                       | Swan River, weiter auf                             | 4           |
| Manitoba Highway 89  | 89     |                                                       | Piney, weiter auf                            | Piney, weiter auf                                  | 10          |
| Manitoba Highway 100 | 100    | Trans-Canada Highway Perimeter Highway                | Winnipeg, weiter auf                         | Winnipeg, weiter auf                               | 40          |
| Manitoba Highway 101 | 101    | Perimeter Highway                                     | Winnipeg, weiter auf                         | Winnipeg, weiter auf                               | 50          |
| Manitoba Highway 110 | 110    |                                                       | Brandon, weiter auf                          | Brandon                                            | 7           |